# Carthage (schip, 1897)

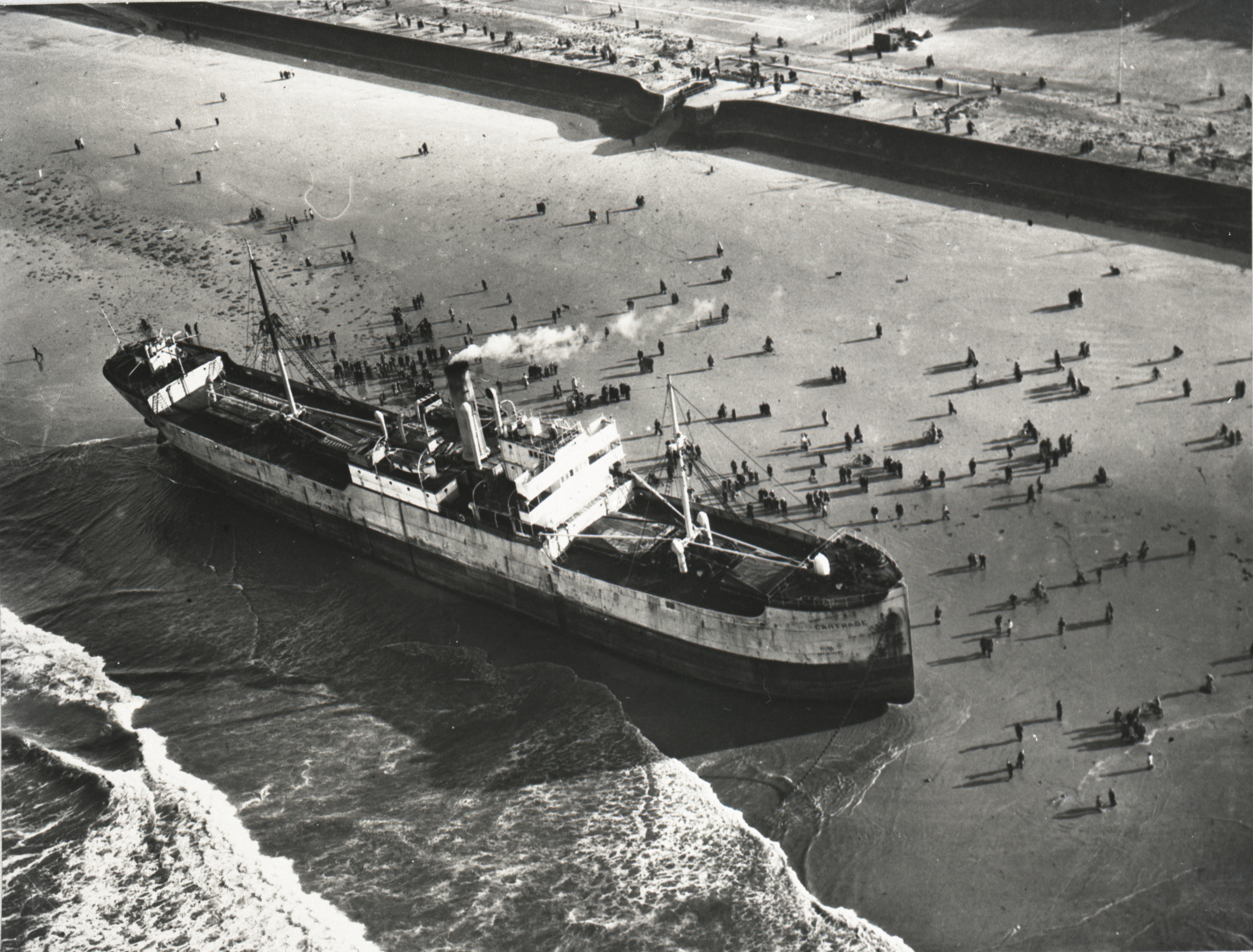
De CARTHAGE op het strand bij Scheveningen

Het SS Carthage was een Tunesisch stoomschip, gebouwd in 1897 bij Sir Raylton Dixon & Co, Middlesbrough. Het was 96 meter lang en liep 8,5 knoop.

## Stranding
In de nacht van de storm van 1 op 2 februari 1953 strandde het op het strand van Scheveningen ter hoogte van Seinpostduin. Het had zware bodemschade opgelopen door de golfbrekers. De mrb Arthur kon niet naar buiten komen, daarom was gedurende de stranding de mrb Neeltje Jacoba standby, een vergeefse en zware reis.
24 april 1953 werd het schip vlot getrokken door Wijsmuller sleepboten, versleept naar Rotterdam en verkocht naar Frank Rijsdijk in Hendrik Ido Ambacht. Die verkocht het door aan een sloper te Vlissingen. Maar uiteindelijk werd het schip in april 1954 in Terneuzen gesloopt.

## Eigenaren en namen
Het schip heeft verschillende eigenaren gehad en onder verschillende namen gevaren:
| Periode     | Naam        | Eigenaar                                        |
| ----------- | ----------- | ----------------------------------------------- |
| 1897 - 1912 | SS Mediana  | Stoker R, South Shields                         |
| 1912 - 1921 | SS Signe    | ?                                               |
| 1921 - 1937 | SS Robert   | Bolten August - Wm. Millers Nachfolger, Hamburg |
| 1937 - 1938 | SS Mydol    | ?                                               |
| 1938 - 1939 | SS Annita   | Kokotos G. H.                                   |
| 1939 - 1953 | SS Carthage | Cottaropoulos P. G.                             |